# آیواجیک (سامسون)
آیواجیک (به ترکی استانبولی: Ayvacık) یک منطقهٔ مسکونی در ترکیه است که در استان سامسون واقع شده‌است.